# Phonicosia oviseparata
Phonicosia oviseparata is een mosdiertjessoort uit de familie van de Lacernidae. De wetenschappelijke naam van de soort is voor het eerst geldig gepubliceerd in 1952 door Brown.